# Santa Lucía en los Juegos Olímpicos de Londres 2012
Santa Lucía estuvo representada en los Juegos Olímpicos de Londres 2012 por cuatro deportistas, un hombre y tres mujeres, que compitieron en tres deportes.
La portadora de la bandera en la ceremonia de apertura fue la atleta Levern Spencer. El equipo olímpico santalucense no obtuvo ninguna medalla en estos Juegos.